# Kamoi (transport d'hydravions)
Le Kamoi (神威) était un pétrolier, Tender et un transport d'hydravions utilisé par la Marine impériale japonaise pendant les années 1920 jusqu'à la Seconde Guerre mondiale. Il est nommé d'après le cap Kamui, au Japon, et commandé comme pétrolier en 1920 sous le concept de la Flotte huit-huit.

## Historique
Le Kamoi est mis en service le 12 septembre 1922 comme navire pétrolier. Le 27 septembre, il amarre à Yokosuka, où il effectua environ 25 voyages entre le Japon et le continent.

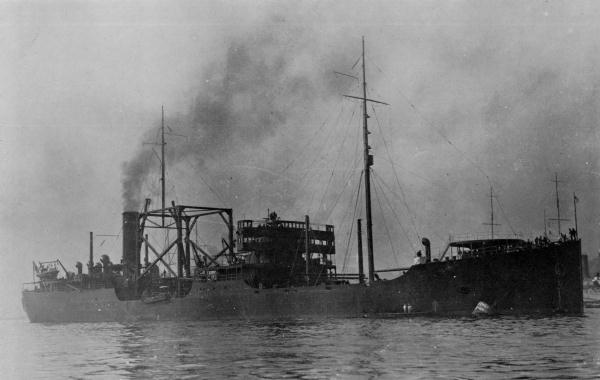
Le Kamoi à Yokosuka en 1926.

Fin 1932, il est converti en transport d'hydravions pour la bataille de Shanghai par la société Uraga Dock Company, refonte qui sera terminée en février 1933. À sa reconversion, il sera affecté à la Flotte combinée.
Le 1er juin 1934, le Kamoi est reclassifié comme navire de guerre (transport d'hydravions). Le 1er juin 1936, il est affecté à la Third Carrier Division (en). En juillet 1937, il participe aux recherches de l'aviatrice américaine Amelia Earhart.
En 1939, le navire est de nouveau révisé et des installations de transport d'hydravions ont été ajoutées. Le 15 novembre 1940, le Kamoi fut réaffecté à la 24th Air Flotilla (en). Le 1er décembre 1941, la 24th Air Flotilla est affectée à la 4e flotte.
En janvier 1942, il soutient les invasions de Rabaul et Kavieng. Le 1er avril 1942, la 24th Air Flotilla est affectée à la 11th Air Fleet. Le 1er avril 1943, elle a été affectée à la Southern Expeditionary Fleet (en) (Flotte de la zone sud-ouest). Le 28 janvier 1944, le Kamoi est gravement endommagé lors d'une attaque par le sous-marin USS Bowfin, au large de Makassar. Au cours des réparations qui eurent lieu à Singapour, ses installations aéronautiques ont été enlevés et il fut reclassifié en pétrolier le 15 avril 1944. Les réparations ont été achevées le 29 août. Le 24 septembre, il est légèrement endommagé par les avions de la Task Force 38 dans la baie de Coron. Trois jours plus tard, il subit de lourds dégâts lors d'une attaque menée par un sous-marin de la Marine américaine à l'extérieur de la baie de Manille. À une date inconnue, il est réparé à l'Arsenal naval de Yokosuka. Les réparations ont été achevées le 31 décembre, date à laquelle il rejoint le convoi Hi-87 de Moji à Singapour. Le 16 janvier 1945, il est de nouveau gravement endommagé lors d'un raid aérien à Hong Kong. Le 5 avril 1945, il est de nouveau endommagé par un raid aérien et coule en eaux peu profondes. Le Kamoi est retiré du service le 3 mai 1947.